# اوساکا ۷۴۳۴
سیارک ۷۴۳۴ (به انگلیسی: 7434 Osaka، نامگذاری:1994AB3) هفت هزار و چهارصد و سی و چهارمین سیارک کشف شده‌است که در ۱۴ ژانویه ۱۹۹۴ کشف شد.
قدر مطلق سیارک برابر ۳۲.۳ است.